# Palcaraju
El Palcaraju (del quechua ancashino: Pallqa rahu),[cita requerida] es una montaña nevada de la Cordillera Blanca en los Andes del Perú, con 6.275 metros es la séptima montaña más alta de la Cordillera Blanca y la undécima del Perú. Además del pico principal, posee tres picachos más: Palcaraju Este (6.180 m s. n. m.), Palcaraju Oeste (6110 m s. n. m.), Palcaraju Sur (5900 m s. n. m.). Su cima fue conquistada el 7 de junio de 1939.

## Localización y características
Políticamente, el nevado se ubica en la provincia de Huaraz en la región peruana de Áncash. Geográficamente se localiza sobre la región natural janka en la Cordillera Blanca, una cadena montañosa perteneciente a la Cordillera Occidental del Perú y que está protegida por el parque nacional Huascarán. El macizo nevado del cual es parte es el Chinchey. El pico más cercano del Nevado Chinchey (6.310 m), se ubica a 5 km en dirección este. La ciudad más cercana es Huaraz, a unos 25 km al sudoeste en el Callejón de Huaylas.
Posee cuatro cumbres unidas por una arista con abismos verticales a cada lado, la cumbre central es el punto más alto del grupo con 6.275m.
| Noroeste: Tocllaraju (5.960 m.) | Norte: Rataquenua (5.340 m.) | Noreste: Copap (5.580 m.)     |
| Oeste: Quebrada Ishinca         |                              | Este: Yanaranra (5.985 m.)    |
| Suroeste Ishinca (5.530 m.)     | Sur: Huapi (5.420 m.)        | Sureste: Pucaranra (6.155 m.) |

### Hidrografía

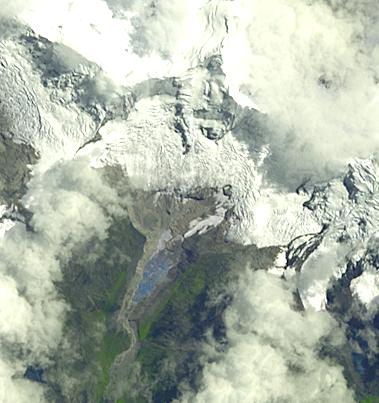
Vista satelital de Palcacocha.

Los glaciares sur y norte dan origen a las lagunas Palcacocha y Pacllash respectivamente. La primera vierte sus aguas a la quebrada Quilcayhuanca, mientras que la segunda a la quebrada Honda, ambos ríos terminan uniéndose al Santa que desembocará en el Océano Pacífico en Chimbote. Cabe destacar que la laguna Palcacocha ha sido catalogada como uno de los cuerpos de agua con riesgo potencial de aludes, ya que un posible desembalse producido por el desprendimiento del glaciar del Palcaraju, afectaría directamente a la ciudad de Huaraz.

## Ascensos históricos
En 1939, una expedición del Club Alpino Alemán conformada por Walter Brecht, Siegfried Rohrer, Karl Schmid y Hans Schweizer conquistaron la cima de la montaña luego de escoger como ruta de ascenso el lado norte, cuyo glaciar desciende hasta la laguna Pacllash.
La cumbre central puede ser alcanzada por 6 rutas catalogadas con dificultades entre difícil (D) hasta Extremadamente Difícil (ED). Esta última fue abierta por los escaladores eslovenos (P. Poljanec y Z. Trusnovec) quienes ascendieron por la arista oeste desde el Ishinca. Mientras que el Palcaraju Oeste tiene sólo una ruta, y el Palcaraju Sur tiene dos abiertas por el francés Nicolas Jaeger en 1977, ascensos hechos en estilo solitario.
En 1987, un esloveno logró la primera travesía desde la cumbre central a la sur a través de la corona de nieve.